# أحمد سهوم
الحاج أحمد سهوم (1936 - 12 نوفمبر 2020)، هو ناظم وباحث مغربي في طرب الملحون. يُعتبر أحمد سهوم، المولود بمدينة فاس عام 1936، من أكبر شعراء الملحون خلال النصف الثاني من القرن العشرين، وباحث كرس جهده للتعريف بهذا الموروث الذي كان له تأثير على الأغنية المغربية عامة، وعلى المسرح المغربي المحترف والهاوي على حد سواء. التحق سهوم بالإذاعة المغربية في أوائل عقد الستينيات من القرن العشرين، فأنتج العديد من البرامج الإذاعية والتلفزيونية. كما أسهم بحظ وافر في إغناء ريبرتوار المتن الشعري لطرب الملحون بالعديد من القصائد. وفي إطار موسوعة الملحون التي تصدرها أكاديمية المملكة المغربية، تم إصدار ديوان شعر الملحون الذي أبدعه سهوم على مدار أكثر من 60 سنة. وهو الديوان الحادي عشر ضمن هذه الموسوعة.

## من أعماله
أنتج العديد من البرامج مثل:
- «مع التراث».
- «ركن الأدب الشعبي».
- «إطلالة على التراث». و
- من برامجه التلفزيونية «التراث الحي».
- ديوان شعر الملحون

## وفاته
توفي، ليلة الخميس 12 نوفمبر 2020 بمدينة سلا، وذلك عن عمر 84 عاما بعد معاناة مع المرض، كما علم لدى أسرته.